# Krągłogłówka słoneczna
Krągłogłówka słoneczna (Phrynocephalus helioscopus) – gatunek jaszczurki z rodziny agamowatych (Agamidae). Występuje w środkowej Azji (na wschód po południowo-zachodnią Mongolię i północno-zachodnie Chiny) i graniczących z nią terenach wschodniej Europy (Nizina Nadkaspijska).
Zielono-żółtawo-brązowa, cętkowana jaszczurka o długości ciała około 12 cm, żyjąca na stepach. Żywi się owadami.